# Paul von Lettow-Vorbeck
Paul Emil von Lettow-Vorbeck (Saarlouis, 20. ožujka 1870. -  Hamburg, 9. ožujka 1964.) je bio njemački general i vojni zapovjednik nazivan i Lavom od Afrike. Tijekom Prvog svjetskog rata zapovijedao je njemačkim snagama u njemačkim kolonijama u Africi.

## Vojna karijera
Paul von Lettow-Vorbeck rođen je 20. ožujka 1870. u Saarlouisu gdje je njegov otac, inače pruski časnik, bio smješten. Lettow-Vorbeck se školovao u privatnim školama da bi 1881. s 12 godina stupio u kadetski korpus (Kadettenkorps) koji je bio smješten u Potsdamu. U prusku vojsku stupio je 1888. godine da bi s činom poručnika od 1890. pohađao Prusku vojnu akademiju. Od 1894. godine služi kao stožerni časnik u Glavnom stožeru u Berlinu da bi iduće 1895. godine dobio čin natporučnika.

Godine 1900. poslan je u Kinu u sklopu Njemačkog ekspedicijskog korpusa pod zapovjedništvom grofa Walderseea gdje je sudjelovao u suzbijanju Bokserskog ustanka. Nakon toga od 1904. s činom satnika služi u Njemačkoj Jugozapadnoj Africi (danas Namibiji) gdje sudjeluje u gušenju ustanka Hotentota i Herera koji je trajao četiri godine. Lettow-Vorback je međutim u borbama ranjen te je poslan u Južnu Afriku na oporavak tako da nije sudjelovao u genocidu koji je uslijedio poslije gušenja ustanka.
Godine 1907. Lettow-Vorbeck s činom bojnika služi u stožeru XI. korpusa smještenog u Kasselu. Dvije godine kasnije postaje zapovjednikom 2. mornaričke bojne smještene u Wilhelmshavenu, da bi u listopadu 1913. Lettow-Vorbecku, tada potpukovniku, dodijeljeno zapovjedništvo nad njemačkim trupama u Njemačkom Kamerunu (danas Kamerun i dio današnje Nigerije). Međutim, prije nego što je mogao preuzeti zapovjedništvo nad njemačkim trupama u Kamerunu, zapovijed je promijenjena te je Lettow-Vorbeck 13. travnja 1914. postao zapovjednikom njemačkih snaga u Njemačkoj Istočnoj Africi (danas Tanzaniji). 

## Prvi svjetski rat
Na početku Prvog svjetskog rata guverner Njemačke Istočne Afrike dr. Heinrich Schnee pokušao je s Britancima dogovoriti neutralnost. S time se nije složio Lettow-Vorbeck. Jednostavno je ignorirao guvernera i njegova nastojanja te pripremao vojsku za sukob s Britancima. Nakon početka rata izveo je više uspješnih pohoda na britanske željezničke linije u Keniji. Britanci su odlučili napasti te su 2. studenoga 1914. britanske snage izvele amfibijski napad na Tangu. Međutim, iako brojčano znatno slabiji, Lettow-Vorbeck je odbio britanski napad i porazio britanske snage u Bitci kod Tange pri čemu je zarobio znatan dio oružja. U siječnju 1915. Lettow-Vorbeck je ponovno porazio Britance u Bitci kod Jassina te ponovno zarobio znatan dio oružja i materijala. 
Lettow-Vorbeck je znao da u frontalnom napadu nema puno izgleda protiv brojčano nadmoćnih britanskih snaga pa je zato izvodio gerilske napade i pohode na komunikacijske linije u Keniji, Ugandi i Rodeziji. Postepeno njegove snage su počele rasti tako da su od početnih 2.600 Nijemaca i 2.400 askarija (lokalni afrički ratnici koji su se priklonili imperijalnim trupama) narasle na 14.000 ljudi. Lettow-Vorbeck je, ne samo među njemačkim vojnicima već i među afričkim askarijima, imao veliki autoritet čemu je u prilog išla okolnost da je govorio svahili. Lettow-Vorbeckove snage su 1915. pojačali mornari i topništvo skinuto s oklopne krstarice SMS Königsberg koju je oštetila i u zaljevu zadržala britanska mornarica.
U ožujku 1916., u pokušaju da se Lettow-Vorbecka okruži i uništi, general Jan Smuts je pokrenuo ofenzivu i to sa snagama od 45.000 ljudi u kojoj su sudjelovale i belgijske i portugalske postrojbe. To mu međutim nije uspjelo, iako je Letow-Vorbeck bio prisiljen na povlačenje i defanzivu. Lettow-Vorbeckovi uspjesi doprli su i do domovine tako da je Lettow-Vorbeck 4. listopada 1916. odlikovan najprestižnijim pruskim ordenom Pour le Mérite.
Tijekom 1917. godine Lettow-Vorbeck je bio prisiljen na defanzivu. Međutim, u listopadu 1917. uspio je poraziti Birtance u Bitci kod Mahiwe gdje su njemačke snage imale samo 519 poginulih, a Britanci preko 2.700 mrtvih, ranjenih ili nestalih. Nakon te pobjede Lettow-Vorbeck je unaprijeđen u general bojnika. Lettow-Vorbeck je nakon toga prešao rijeku Rovumu, prodro u Mozambik, koji je tada bio portugalska kolonija te je pobijedio portugalske snage kod Ngomana, što mu je pomoglo da obnovi svoje zalihe. U srpnju 1918. zauzeo je Namakuru (danas Nhammacurra u Mozambiku) te je zaplijenio toliko pušaka i municije da ih sve njegove snage nisu mogle niti ponijeti.

U rujnu 1918. Lettow-Vorbeck je ponovno prešao Rovumu natrag u Njemačku Istočnu Afriku. Skrenuo je na jug te je prodro u sjevernu Rodeziju gdje je 13. studenoga 1918., dva dana nakon potpisanog primirja, zauzeo grad Katangu koji su evakuirali Britanci. Kada je 14. studenoga 1918. dopro do rijeke Chambeshi primio je poruku od generala van Deventera da je rat gotov i da je potpisano primirje. Nakon što je dobio potvrdu te informacije, Lettow-Vorbeck je 23. studenoga 1918. predao svoje nepobijeđene snage kod Abercorna (danas Mbala) koje su se tada sastojale od 155 Nijemca od kojih je bilo 20 časnika te 1156 Askarija. Sukladno odredbama primirja, Lettow-Vorbeck je prije nego što je napustio Afriku organizirao povratak svojih suboraca u Njemačku. Lettow-Vorbeck je napustio Afriku 17. siječnja 1919. godine.

## Poslije rata
Nakon povratka Lettow-Vorbeck je u domovini dočekan kao heroj. Priređena mu je 2. ožujka 1919. u Berlinu velika parada na kojoj je Lettow-Vorbeck na čelu svojih trupa prošao kroz Brandenburška vrata. Lettow-Vorbeck je ostao u vojsci te je dobio zapovjedništvo nad brigadom smještenom u Schwerinu. Sudjelovao je u suzbijanju nemira koje su pokrenuli ljevičari. Međutim, nakon što je podržao Kappov puč od strane ultradesničara bio je u svibnju 1920. prisiljen dati ostavku.
Nakon izlaska iz vojske Lettow-Vorbeck se počeo baviti politikom te je postao poslanik u Reichstagu gdje je bio zastupnik deset godina. Nakon Hitlerova dolaska na vlast pokušao je bezuspješno organizirati ultradesnu konzervativnu oporbu. Hitler nakon što je učvrstio svoju vlast ponudio je 1935. Lettow-Vorbecku mjesto veleposlanika u Londonu, ali je to Lettow-Vorbeck odbio. Hitler je kao odmazdu počeo kampanju kako bi obezvrijedio Lettow-Vorbacka i njegovu vojnu i političku karijeru. Lettow-Vorbeck je čak bio i pod prismotrom tajnih službi, a i njegov ured je bio pretražen. Iako je von Lettow-Vorback bio ultradesničar, rasist i anti-semit koji je nastojao povratiti njemačku kolonijalnu prošlost, nikada nije bio član nacističke strane. 

## Smrt
Završetak Drugog svjetskog rata Lettow-Vorbeck je dočekao u siromaštvu. Njegov dom u Bremenu razrušila su saveznička bombardiranja, dok su oba njegova sina Rüdiger i Arnd koja je imao sa suprugom Marthom Walroth, poginula. Kada je njegov stari protivnik, a sada prijatelj, Jan Smuts saznao da Lettow-Vorbeck živi u bijedi, organizirao je zajedno sa svojim bivšim suborcima da Lettow-Vorbeck prima malu mirovinu koju je primao sve do svoje smrti. Lettow-Vorbeck je 1953. u 83. godini posjetio Afriku gdje se susreo sa svojim bivšim vojnicima askarijima, kao i s udovicom Jana Smutsa. U rujnu 1956. imenovan je počasnim građaninom rodnog Saarlouisa.
Paul Lettow-Vorbeck preminuo je 9. ožujka 1964. godine u 94. godini života u Hamburgu. Sa svim vojnim počastima pokopan je 13. ožujka 1964. u Pronstorfu.  

## Posmrtno
Lettow-Vorback bio je izraziti vojni strateg i uspješan njemački zapovjednik u Prvom svjetskom ratu na afričkom tlu koji uz znatno manje vojne snage i resurse praktički nije izgubio ni jednu bitku. Postao je sinonim za gerilsko ratovanje i smatran njemačkim nacionalnim herojem nakon rata. Ipak, zbog svoje izrazite kolonijalistčke i imperijalne nastrojenosti i podrške rasizmu, te podršci kasnijoj rasnoj čistoći tijekom nacističke vladavine, danas ga se ne smatra pozitivnom ličnošću i ulicama i lokacijama koje su po njemu dobile ime ono je kasnije promijenjeno.

## Vanjske poveznice
(eng.) Paul von Lettow-Vorbeck na stranici First World War.com

(eng.) Paul von Lettow-Vorbeck na stranici Prussianmachine.com

(eng.) Paul von Lettow-Vorbeck na stranici Angelfire.com

(eng.) Paul von Lettow-Vorbeck na stranici Peterbaxterafrica.com